# Julie Sweet
Julie Sweet   (Tustin, c. 1967), de prenom compost Julie Terese i amb cognom de naixement Spellman, és una executiva de negocis i advocada estatunidenca. És presidenta i executiva en cap d'Accenture, una empresa multinacional de serveis professionals.
El New York Times i Fortune l'han nomenada una de les dones més poderoses de les empreses estatunidenques, mentre que Forbes li va atorgar el novè lloc de la llista de les 100 dones més poderoses del món el 2022.

## Biografia
Sweet va créixer a Tustin, Califòrnia, i va destacar en els concursos de discursos i debats a la Tustin High School. Va obtenir una llicenciatura del Claremont McKenna College i un títol Juris Doctor per la Columbia Law School.
Abans de l'arribada de Sweet a Accenture, va ser advocada del despatx d'advocats Cravath, Swaine & Moore. Va treballar a l'empresa durant disset anys i en va ser sòcia durant 10. Va treballar en finançament, fusions i adquisicions, i com assessora general corporativa.
Accenture va contractar Sweet com a advocada general el 2010. El 2015, va esdevenir executiva en cap del negoci d'Accenture a Amèrica del Nord, el mercat més gran de la companyia.
Accenture va nomenar Sweet com a executiva en cap global el setembre de 2019, sent la primera dona que va ocupar aquest càrrec. En el moment del seu nomenament, era una de les 27 dones líders de les empreses de l'S&P 500 i la 15a dona executiva en cap de totes les empreses del Fortune Global 500. El setembre de 2021, Sweet es va convertir en presidenta d'Accenture.
Sweet està casada amb Chad Creighton Sweet, que va ser el cap de la campanya presidencial de Ted Cruz el 2016. Té dues filles. Viuen a Bethesda, Maryland.